# أنس أسامة محمود
أنس أسامة محمود مواليد 9 مايو 1995 في الجيزة، هو لاعب كرة سلة محترف مصري يلعب في دوري تجمع ساحل الأطلسي لكرة السلة كلاعب وسط ويحمل الرقم 14. يبلغ طوله 7 قدم 0 بوصة (2.1 م). يدرس ويلعب حاليا في جامعة لويزفيل مدرسة الطب.

## روابط خارجية
- أنس أسامة محمود على موقع الاتحاد الدولي لكرة السلة (الإنجليزية)
- أنس أسامة محمود على موقع كرة السلة الأوروبية.كوم (الإنجليزية)
- أنس أسامة محمود على موقع كلية كرة السلة في سبورتس رفرنس.كوم (الإنجليزية)
- أنس أسامة محمود على موقع ريلجم (الإنجليزية)
- أنس أسامة محمود على موقع بروبوليرز (الإنجليزية)
- أنس أسامة محمود على موقع سبورتس رفرنس (الإنجليزية)